# Jelassi
Fatima Linnéa Jelassi Meijer, conosciuta come Jelassi (Stoccolma, 27 aprile 1998), è una rapper svedese.

## Biografia
Nata e cresciuta nel quartiere Farsta della capitale svedese da genitori di origini tunisine, Jelassi ha iniziato la sua carriera musicale nel 2018 in collaborazioni con altri rapper svedesi. Nel 2019 ha pubblicato i suoi primi singoli come artista principale, fra cui Sema7ni, che ha raggiunto la 39ª posizione della classifica svedese. È inoltre uscito il suo album di debutto Port 43, che è entrato in classifica al 39º posto. Nello stesso anno è comparsa come artista ospite negli album di Cherrie e Silvana Imam. Ai premi Grammis del 2020, il principale riconoscimento musicale svedese, ha ottenuto due candidature nelle categorie Miglior artista esordiente e Video musicale dell'anno.

## Discografia

### Album in studio
- 2019 – Port 43
- 2023 – Dom har bara gett mig ett namn

### Singoli
- 2019 – Keff båt
- 2019 – Powerpuffstil
- 2019 – Sema7ni (con Einár)
- 2020 – STS
- 2021 – Cappuccino (feat. L1na)
- 2022 – Mitt i prick (con L1na)
- 2022 – Allvarligt + D klart dom hatar oss (con L1na)
- 2022 – WTF (con Denz)
- 2023 – Balans (va händer Fatima!!?)
- 2023 – Hallmattan
- 2023 – Maskrosbarn (de nt ba ja)

#### Come featuring
- 2018 – 10 år (Remix) (Vinter feat. Arif, Jelassi, Unge Ferrari, Bennett, Newkid & Ozzy)
- 2018 – 20 lax (Black Moose feat. Jelassi, Michel Dida & Ozzy)